# Mühlentor (Grimmen)

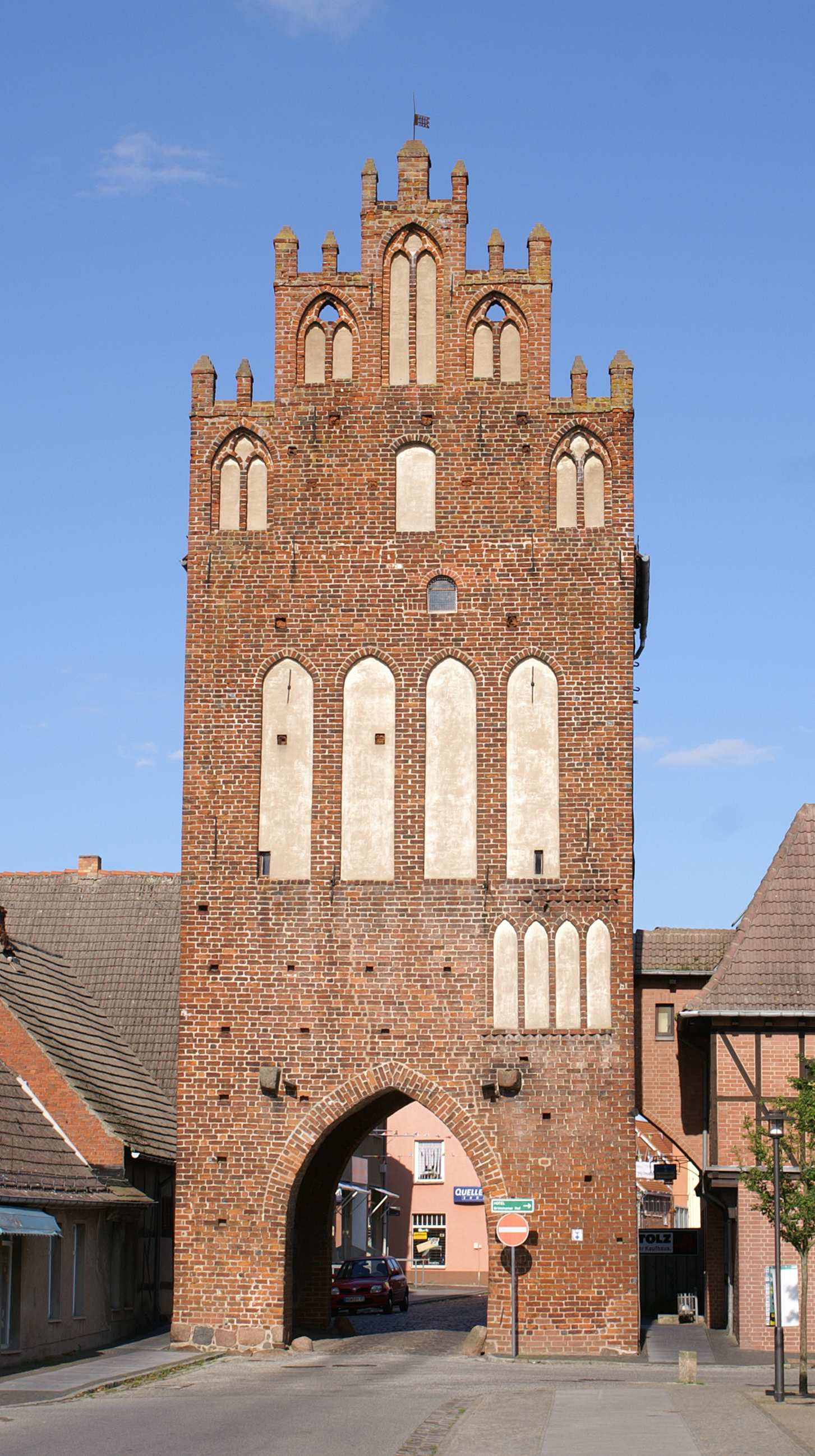
Das Mühlentor von der Bahnhofsstraße (Feldseite) aus gesehen

Das  Mühlentor, früher auch Tribseer Tor, in Grimmen ist eines der drei noch vorhandenen Tore der Wehranlage, welche die Stadt umgab. Der Namensgeber war eine früher dort befindliche Wassermühle. Das frühgotische viergeschossige, 24,8 Meter hohe Backsteintor entstand um 1325/30 im Zuge der Stadtbefestigung auf einem Feldsteinsockel und sicherte die Straße nach Tribsees. Es verfügt über mehrere markante Putzblenden, die um 1460 angebracht wurden. Die Wetterfahne zeigt mit den Jahreszahlen 1776 und 1876 vermutlich frühere Reparaturen des Dachstuhls nach einem Blitzeinschlag. Landseitig befinden sich zwei vorspringende Felsquader, welche vermutlich zur Befestigung einer Zugbrücke dienten. Das steile Satteldach wird durch blendenverzierte Staffelgiebel begrenzt.
Von 1985 bis 1987 fanden umfangreiche Restaurationsmaßnahmen statt. Am 26. Juni 1985 wurde am Tor der Grundstein für einen Museumskomplex gelegt, in welchen das Tor integriert wurde. Dafür wurde das Tor ausgebaut und ein Anbau in der Form eines Torschließerhäuschens angefügt. 1987 eröffnete das Museum. Das Gebäude hat eine spitzbogige Toröffnung mit Tonnengewölbe. Hier befinden sich noch Überreste eines alten Holztores.